# Sandy Island (Angvila)
Sandy Island je otok u Angvili, britanskom prekomorskom području, i dio je Malih Antila u Karipskom moru.
Sandy Island je mali otok na kojem se nalazi lokalni restoran. Od Sandy Grounda do Anguille se stiže za 15 minuta, a vlasnik restorana brine o besplatnom prijevozu brodom. Otok je malen (ca. 250x75 metara), sastoji se od okruglog bijelog pijeska s malo vegetacije u sredini s grmljem i palmama.
Otok je popularan među turistima zbog bogatstva svog podmorja, plaže od sitnog pijeska i koralja.
Godine 1995. otok je bio potopljen uraganom Luis na nekoliko dana, dok su objekti bili ozbiljno oštećeni prolaskom sljedećih nekoliko tropskih ciklona, a tijekom jedne od tih oluja brod se nasukao na otok. Zgrade su kasnije obnovljene.
Čak je i flora oštećena tropskim olujama, palme i grmlje iščupali su jaki vjetrovi ostavivši otok gotovo bez vegetacije.
Restoran je obnovljen 2007., no 2017. uragan Irma uništio je zgrade i vegetaciju, ostavivši goli pješčani sprud.